# Kliment Vorosjilov
Kliment Jefremovitj Vorosjilov (russisk: Климе́нт Ефре́мович Вороши́лов, tr. Kliment Jefremovitj Vorosjilov, populært kendt som Klim Vorosjilov, født 4. februar 1881 i Verkhneje i Jekaterinoslav guvernement (nær Lisitjansk i det nuværende Lugansk oblast) i Det Russiske Kejserrige, død 2. december 1969 i Moskva, Sovjetunionen) var en sovjetisk officer og politiker.

## Unge år
Vorosjilov blev født i zartidens Ukraine. Han var søn af en jernbanearbejder og arbejdede allerede som 7 årig i miner, fabrikker og som fårehyrde. Klim Vorosjilov blev i 1899 arresteret for at have organiseret en strejke. Flere gange fængslet og udvist. Klim Vorosjilov meldte sig ind i det kommunistiske parti i 1905. Efter den russiske revolution i 1917 var han medlem af den provisoriske ukrainske regering og kommissær for interne affærer. Under det sovjetiske forsvar af Tsaritsyn under borgerkrigen samarbejdede han med Josef Stalin. Han var kendt for at bakke op om Stalin i militærrådet, der blev ledet af Lev Trotskij. Han fungerede på sydfronten i den russiske borgerkrig og den polsk-sovjetiske krig mens han var ved den 1. Kavaleriarme.

## Karriere
Vorosjilov blev valgt til centralkomiteen i kommunistpartiet i 1921 og var medlem indtil 1961. Efter Mikhail Frunzes død i 1925 blev Vorosjilov udpeget til Folkekommissær for militær og flåde samt formand for Sovjetunionens revolutionære militærråd, en post han havde indtil 1934. Frunzes enedes med en troika: (Grigorij Zinovjev, Lev Kamenev, Stalin), men Stalin foretrak at have en stalinist i spidsen (i modsætning til Frunze, som var en "Zinovjevist"). Frunze blev stærkt opfordret til at blive opereret for et gammelt mavesår. Han døde på operationsbordet af en overdosis kloroform. Stalins kritikere hævdede, at operationen skulle skjule at Frunze blev myrdet. Vorosjilov blev fuldt medlem af det nydannede Politbureau i 1926, en post han beholdt til 1960. Han var stærkt involveret i Stalins store udrensning i slutningen af 1930'erne.
Vorosjilov blev udpeget til Folkekommissær for Forsvar (forsvarsminister) i 1934 og Marskal af Sovjetunionen i 1935. Under 2. verdenskrig var Vorosjilov medlem af Statens forsvarskomite. Vorosjilov havde kommandoen over de sovjetiske tropper under vinterkrigen fra november 1939 til januar 1940, men på grund af hans dårlige planlægning og generelle inkompetence led Den Røde Hær umådelige tab , og han blev udskiftet med Semjon Timosjenko.

## De senere år
Efter den tyske invasion af Sovjetunionen i juni 1941 var Vorosjilov kommandør over den kortlivede nordvestlige direktion, som styrede adskillige sovjetiske fronter. Han udviste betydeligt personligt mod og ledede personligt et modangreb mod tyske kampvogne med en pistol i hånden. Men han udviste også alvorlig inkompetence og evnede ikke at forhindre at tyskerne omringede Leningrad og blev erstattet med den langt dygtigere Georgij Zjukov. I 1945-1947 førte han tilsyn med etableringen af det kommunistiske styre i Ungarn.
I 1952 blev Vorosjilov udpeget som medlem af præsidiet i centralkomiteen. Stalins død førte til en større ændring i den sovjetiske ledelse og i marts 1953 blev Vorosjilov udpeget til formand for præsidiet i Den Øverste Sovjet, dvs. statsoverhoved, med Nikita Khrusjtjov som førstesekretær for kommunistpartiet og Malenkov som regeringsleder. Vorosjilov, Georgij Malenkov og Khrusjtjov gennemførte arrestationen af Berija efter Stalins død i 1953.
Den 7. maj 1960 godkendte Den Øverste Sovjet Vorosjilovs anmodning om pensionering og valgte Leonid Bresjnev til statsoverhoved, formand for præsidiet i Den Øverste Sovjet. Senere fritog Centralkomiteen ham også for opgaverne som medlem af partiets præsidium den 16. juli 1960. I oktober 1961 var hans politiske nederlag komplet da han ved den 22. Partikongres blev udelukket fra valget til Centralkomiteen. Der er en kuriøs historie vedrørende Vorosjilovs sidste dage som statsoverhoved. Under et middagsmøde med centralkomiteen ignorerede alle de øvrige deltagere Vorosjilov og gav ham en kold skulder. Deres holdning fik Vorosjilov til at indse, at alle hans kolleger allerede havde besluttet at afsætte ham, så han besluttede at komme dem i forkøbet og træde tilbage.[kilde mangler]

## Død og minde
Efter Khrusjtjovs fald bragte Bresjnev Vorosjilov tilbage i politik som en kransekagefigur. Han blev genvalgt til centralkomiteen i 1966 og tildelt en ny medalje som Sovjetunionens helt i 1968. Han døde i 1969 i Moskva og blev begravet i Kremlmurens nekropolis. KV-1 kampvognen, som blev anvendt under 2. verdenskrig, var opkaldt efter ham. To byer blev også opkaldt efter ham: Vorosjilovgrad i Ukraine (nu døbt tilbage til det historiske Luhansk) og Vorosjilov i sovjets Fjernøsten (nu omdøbt til Ussurijsk efter Ussuri-floden), foruden Generalstabsakademiet i Moskva. Stavropol blev kaldt Vorosjilovsk fra 1935 til 1943.